# Közelharcfegyverek az első világháborúban
Az első világháború lövészárkaiban több olyan fegyvert is használtak a katonák, melyek az ellenség közelharcban való leküzdésére szolgáltak. Egyes típusokat a hadseregek is rendszeresítették (pl.: szurony), míg másokat a fronton harcoló katonák készítettek (buzogány). 

## Fajtáik
A kézi lőfegyverek, géppuskák, tüzérségi lövegek fejlődésével azt hihetnénk, hogy a közelharc fontossága nagyban mérséklődött az első világháború idejére. Ám a szűk, labirintusszerű lövészárkokban nem mindig volt idő újratölteni vagy felhúzni a lőfegyvert, ezért sokszor az ütő, illetve szúrófegyverek erejéhez kellett nyúlni.

### Szablya
A háború elején még főleg a lovasság fegyvere volt. Azonban látva a lovasrohamok gyászos eredményét, a lovasság fejlesztését nagymértékben csökkentették, a lovas katonákat pedig sokszor gyalogosként vetették be. Szablyával rendelkeztek még a tisztek, akik nem is annyira fegyvernek, inkább a roham levezetését kisegítő eszköznek kapták. Ám a lövészárkokban nem egyszer fordult elő, hogy a tiszt lőfegyvere kifogyott, újratöltésre nem volt idő, így tehát kirántotta szablyáját és azzal harcolt tovább.

### Szurony

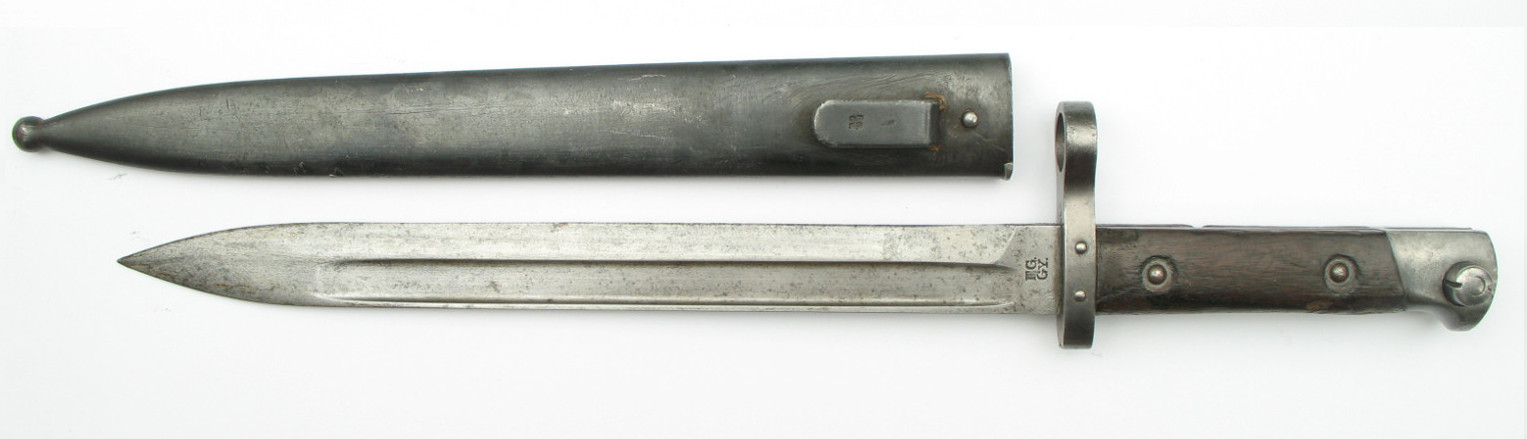
1895-ben rendszeresített Osztrák-Magyar szurony az 1895 M. Mannlicher-ismétlőpuskához

A szablyához hasonlóan ez is egy nagy múltú fegyver, hiszen már a 17. században is használták. Az első világháború idejére minden hadsereg rendelkezett szuronyokkal, hisz nagyon hasznos fegyvernek bizonyult. A korszak forgó-toló záras puskáit minden lövés előtt fel kellett húzni, így sokszor ezt a műveletet nem végezték el, inkább a szuronnyal harcoltak.

### Buzogány

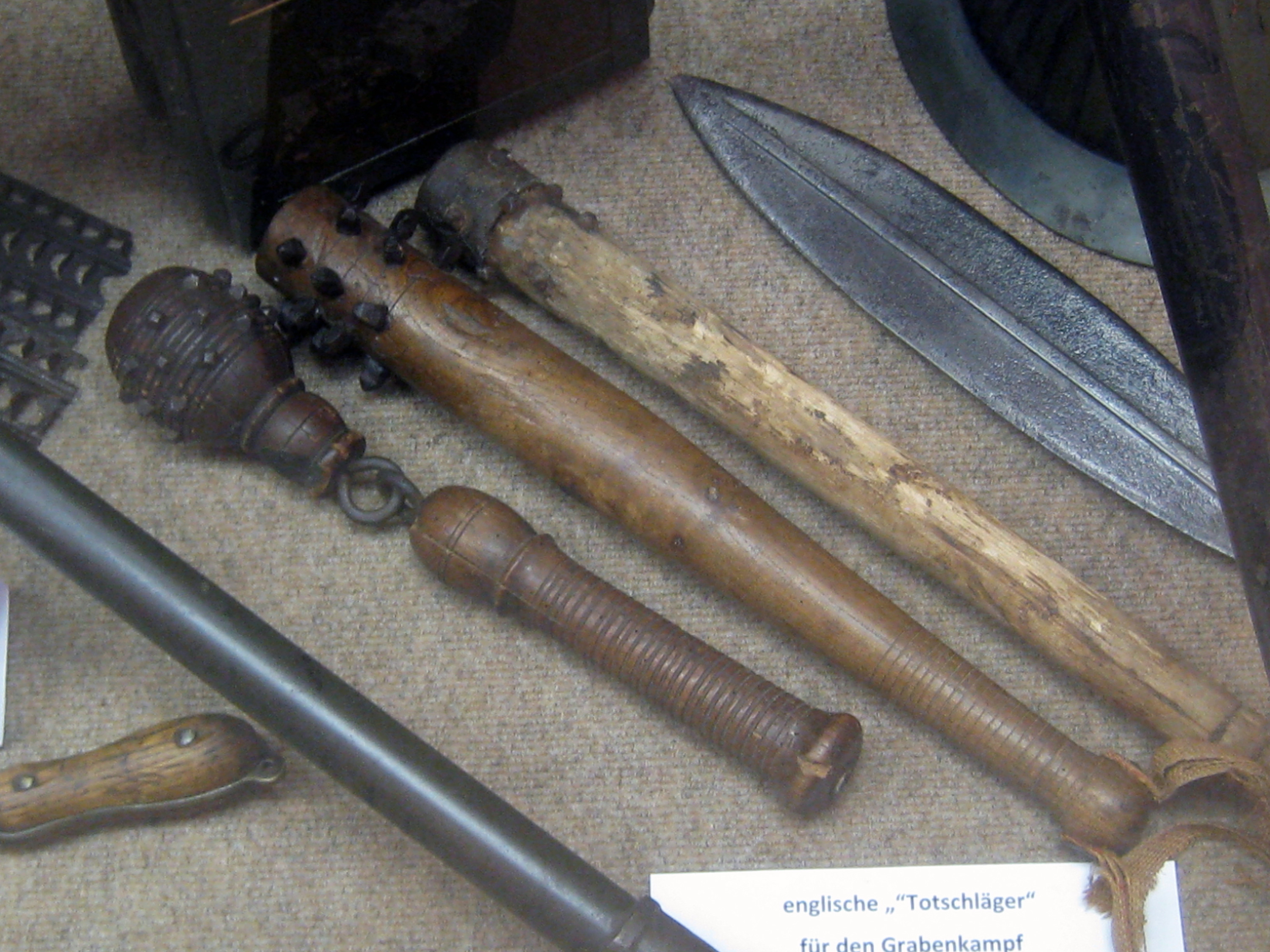
Első világháborús buzogányok

A legegyszerűbb, legelterjedtebb közelharc fegyver volt a lövészárkokban. Egy egyenes bot végére tüskéket, szúrós szögeket erősítettek. A fegyverrel az ellenség arcát célozták meg. A tüskék nem kis sebet ejtettek és a bőr alá is behatoltak.

### Fokos

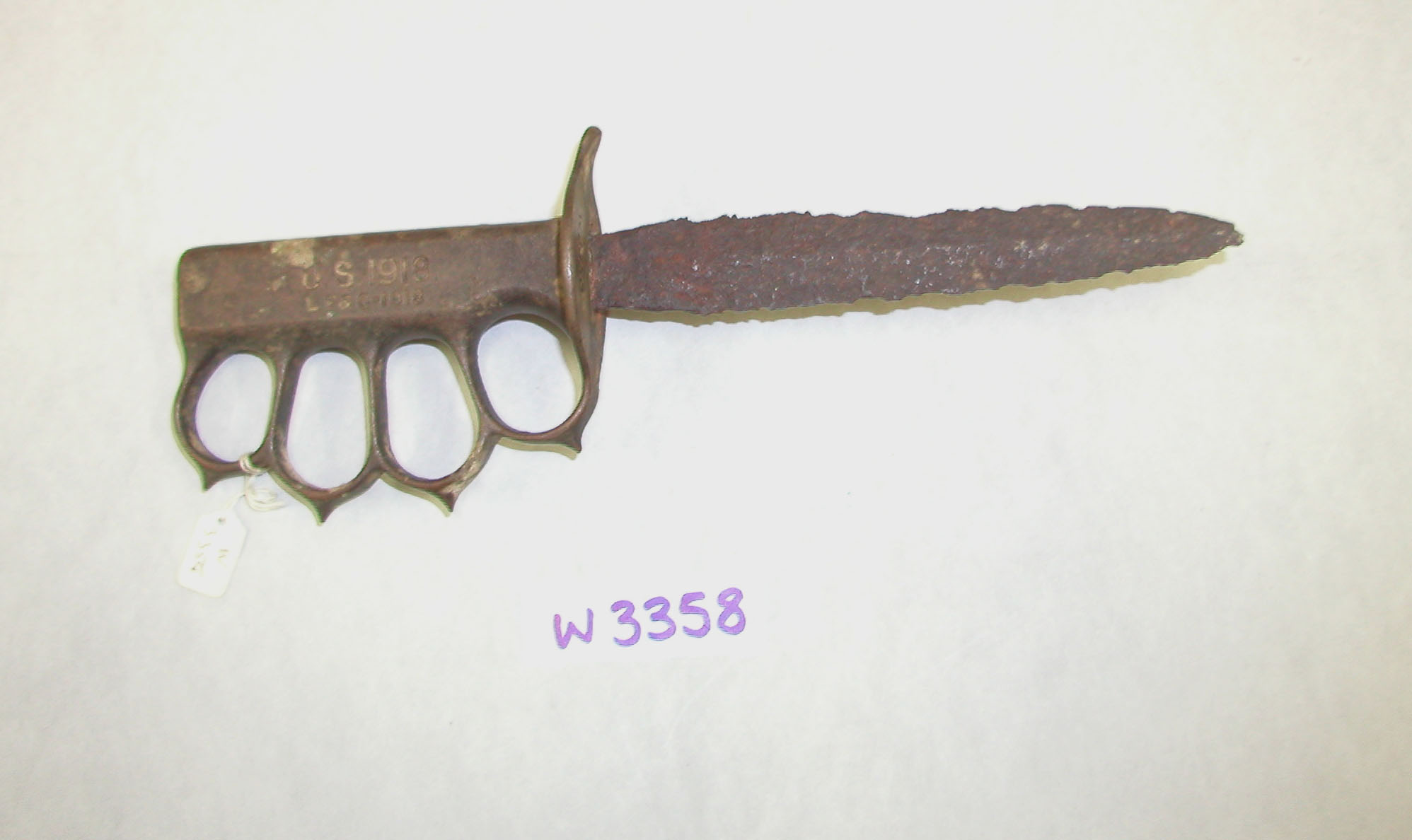
1918 M. amerikai lövészárokkés

A katonák egy hosszabb fanyélre vágófejet erősítettek, így a fegyver nem csak harcra, hanem pl. favágásra, vagy egyéb munkákra is hasznos volt a lövészárokban.

### Boxer
A fegyver elsősorban a rablók, gengszterek fegyvere. Az ujjainkra tudjuk húzni, így az eszköz növeli az ütés erejét. A lövészárok-háborúban gyakran kombinálták késsel.

### Lövészárok kés
Általában egy kis méretű kést, boxert és hasonló eszközöket kombináló fegyver. Léteztek olyan fajtái is, melyeknek nem volt markolatuk, csak a kézfejre kellett húzni, illetve olyan is, melyek késpenge helyett csak egy hosszú, vastag tűvel rendelkeztek.